# Team Jumbo-Visma/Saison 2023
Diese Liste beschreibt die Mannschaft und die Siege des Radsportteams Jumbo-Visma in der Saison 2023.

## Mannschaft
| Teamkader 2023          | Teamkader 2023     | Teamkader 2023         | Teamkader 2023                           |
| Name                    | Geburtsdatum       | Land                   | Vorheriges Team                          |
| ----------------------- | ------------------ | ---------------------- | ---------------------------------------- |
| Carlijn Achtereekte     | 29. Januar 1990    | Niederlande            |                                          |
| Teuntje Beekhuis        | 18. August 1995    | Niederlande            | Lotto Soudal Ladies (2020)               |
| Kim Cadzow              | 18. Dezember 2001  | Neuseeland             | Torelli-Cayman Islands-Scimitar (2022)   |
| Anna Henderson          | 14. November 1998  | Vereinigtes Königreich | Sunweb (2020)                            |
| Amber Kraak             | 29. Juli 1994      | Niederlande            |                                          |
| Coryn Labecki           | 26. August 1992    | Vereinigte Staaten     | Team DSM (2021)                          |
| Riejanne Markus         | 1. September 1994  | Niederlande            | CCC-Liv (2020)                           |
| Maud Oudeman            | 29. September 2003 | Niederlande            | Canyon-SRAM Racing (2022)                |
| Linda Riedmann          | 23. März 2003      | Deutschland            |                                          |
| Noemi Rüegg             | 19. April 2001     | Schweiz                | Stade Rochelais Charente-Maritime (2021) |
| Rosita Reijnhout        | 8. April 2004      | Niederlande            |                                          |
| Karlijn Swinkels        | 28. Oktober 1998   | Niederlande            | Parkhotel Valkenburg (2020)              |
| Fem van Empel           | 3. September 2002  | Niederlande            | Pauwels Sauzen-Bingoal (2022)            |
| Marianne Vos            | 13. Mai 1987       | Niederlande            | CCC-Liv (2020)                           |
| Eva van Agt             | 18. März 1997      | Niederlande            | Le Col-Wahoo (2022)                      |
| Nienke Veenhoven        | 20. März 2004      | Niederlande            |                                          |
|                         |                    |                        |                                          |
| Quelle: ProCyclingStats |                    |                        |                                          |

## Siege
| Siege    | Siege                                                        | Siege       | Siege  | Siege            | Siege |
| Datum    | Rennen                                                       | Staat       | Klasse | Siegerin         |       |
| -------- | ------------------------------------------------------------ | ----------- | ------ | ---------------- | ----- |
| 1. Mai   | La Vuelta Femenina, 1. Etappe                                | Spanien     | 2.WWT  | Team Jumbo-Visma |       |
| 3. Mai   | La Vuelta Femenina, 3. Etappe                                | Spanien     | 2.WWT  | Marianne Vos     |       |
| 4. Mai   | La Vuelta Femenina, 4. Etappe                                | Spanien     | 2.WWT  | Marianne Vos     |       |
| 10. Mai  | Navarra Women’s Elite Classic                                | Spanien     | 1.Pro  | Riejanne Markus  |       |
| 21. Jun. | Niederländische Meisterschaften, Einzelzeitfahren der Frauen | Niederlande | CN     | Riejanne Markus  |       |
| 12. Aug. | La Périgord Ladies                                           | Frankreich  | 1.2    | Amber Kraak      |       |
| 15. Sep. | Tour de la Semois, 1. Etappe                                 | Belgien     | 2.2    | Karlijn Swinkels |       |
| 16. Sep. | Tour de la Semois, Gesamtwertung                             | Belgien     | 2.2    | Karlijn Swinkels |       |
| 16. Sep. | Tour de la Semois, 2. Etappe                                 | Belgien     | 2.2    | Karlijn Swinkels |       |
| 1. Okt.  | Schweizer Meisterschaften, Einzelzeitfahren der U23-Frauen   | Schweiz     | CN     | Noemi Rüegg      |       |

## UCI-Weltranglisten-Platzierungen
| UCI-Ranking | UCI-Ranking         | UCI-Ranking            | UCI-Ranking |
| Fahrerin    | Fahrerin            | Land                   | Punkte      |
| ----------- | ------------------- | ---------------------- | ----------- |
| 22.         | Riejanne Markus     | Niederlande            | 1336.5 P.   |
| 25.         | Anna Henderson      | Vereinigtes Königreich | 1240.1 P.   |
| 45.         | Karlijn Swinkels    | Niederlande            | 807 P.      |
| 52.         | Marianne Vos        | Niederlande            | 722.1 P.    |
| 56.         | Amber Kraak         | Niederlande            | 673.1 P.    |
| 120.        | Noemi Rüegg         | Schweiz                | 313.1 P.    |
| 150.        | Fem van Empel       | Niederlande            | 259 P.      |
| 212.        | Teuntje Beekhuis    | Niederlande            | 173 P.      |
| 221.        | Eva van Agt         | Niederlande            | 168.1 P.    |
| 259.        | Coryn Labecki       | Vereinigte Staaten     | 136.1 P.    |
| 315.        | Kim Cadzow          | Neuseeland             | 109 P.      |
| 344.        | Linda Riedmann      | Deutschland            | 93 P.       |
| 444.        | Carlijn Achtereekte | Niederlande            | 64 P.       |
| 712.        | Rosita Reijnhout    | Niederlande            | 29 P.       |
| 792.        | Nienke Veenhoven    | Niederlande            | 20 P.       |
| 1121.       | Maud Oudeman        | Niederlande            | 5 P.        |